# Stillwater (Pensilvania)
Stillwater es un borough ubicado en el condado de Columbia en el estado estadounidense de Pensilvania. En el año 2000 tenía una población de 194 habitantes y una densidad poblacional de 24 personas por km².

## Geografía
Stillwater se encuentra ubicado en las coordenadas 41°9′1″N 76°22′0″O / 41.15028, -76.36667.

## Demografía
Según la Oficina del Censo en 2000 los ingresos medios por hogar en la localidad eran de $41 250 y los ingresos medios por familia eran $48 750. Los hombres tenían unos ingresos medios de $34 583 frente a los $25 893 para las mujeres. La renta per cápita para la localidad era de $19 879. Alrededor del 3,3% de la población estaba por debajo del umbral de pobreza.